# Canto coral a Túpac Amaru, que es la libertad
Canto coral a Túpac Amaru, que es la libertad es el título del poema más celebrado del poeta peruano Alejandro Romualdo. Compuesto a mediados de los años 1950, apareció publicado por primera vez en el poemario Edición extraordinaria (1958). Ha tenido desde entonces una amplia difusión en una serie de recopilaciones, antologías y textos escolares, convirtiéndose en uno de los más conocidos poemas declamatorios del Perú.

## Contexto
A fines de los años 1940 e inicios de la década de 1950, Alejandro Romualdo, entonces estudiante de la Universidad Mayor de San Marcos empezaba a dar a conocer sus primeros poemas, circunscritos todavía en el postvanguardismo. Luego de un viaje a Europa, regresó a Lima, convertido al compromiso político, al marxismo y a la revolución. Se orientó entonces a la poesía social, caracterizada por el uso de la palabra fuerte, de la temática social y revolucionaria y de la lucha existencial del hombre. Mario Vargas Llosa, que por esos años era también alumno en San Marcos,  lo recuerda así:

«…en un recital que hubo en San Marcos, en el que participaron varios poetas, Romualdo fue la estrella, arrancando —sobre todo con su efectista Canto coral a Túpac Amaru, que es libertad— ovaciones que convirtieron al salón de San Marcos poco menos que en un mitin político».

Eran los días del gobierno dictatorial del general Manuel A. Odría, que reprimía severamente a los miembros de partidos revolucionarios “internacionales”: el aprismo y el comunismo.
El "Canto coral a Túpac Amaru" apareció publicado en el poemario Edición extraordinaria del mismo autor (1958). Precisamente, con este libro, Romualdo inició la segunda fase de su producción poética, donde recurre al lenguaje periodístico, de la frase hecha, impactante, directa. Aunque, a decir de su autor, el núcleo de la obra radicaba en el "Canto coral a Túpac Amaru", los críticos de entonces se enfocaron más en los poemas menos logrados de la colección, para “demostrar” los supuestos niveles  en los que había caído la poesía social en el Perú, y señalaron los versos, que a su entender, homenajeaban al comunismo soviético (como el poema titulado “La paloma de las alas rojas”, dedicado a la bandera peruana, pero que los críticos obnubilados por su anticomunismo vieron un homenaje a la bandera de la URSS).

## Estructura
Es un poema de 39 versos, ordenados en nueve estrofas de métrica desigual. Empieza con una cita, a manera de epígrafe, de una carta de Micaela Bastidas, la esposa del Túpac Amaru II, el caudillo rebelde peruano que se rebeló contra la dominación española en el siglo XVIII.

## Tema
La libertad, personificada en la figura del rebelde Túpac Amaru II, nunca morirá, aunque sus verdugos le den por acabada. Y un día terminará por imponerse...

## Interpretación
La analogía entre el caudillo rebelde Túpac Amaru II y la idea inmortal de la libertad, no solo está establecida en el título del poema sino que se desarrolla en el mismo, pese a que en este no se vuelve a mencionar el nombre del héroe. El poeta logra la corporización de ambos, el héroe y la idea de libertad, en una sola entidad, unívoca e indestructible: la libertad nunca muere, tampoco el héroe.

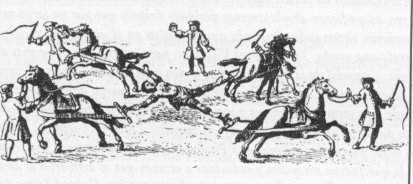
El martirio del caudillo Túpac Amaru II, episodio histórico que sirvió de inspiración al poema.

El asunto histórico que inspira al poeta es la exacerbada violencia con que los verdugos al servicio de la autoridad española ajusticiaron a Túpac Amaru II y a su familia en la Plaza del Cuzco, el 18 de mayo de 1781. Las crónicas cuentan que, luego de torturar al rebelde, ataron sus extremidades a las cinchas de cuatro caballos, pero que estos no pudieron descuartizarlo, por lo que se recurrió finalmente a los hachazos. La crueldad extrema fue hecha adrede, para que sirviera de advertencia a todo aquel que intentara rebelarse nuevamente contra la corona española.
Túpac Amaru II, cuyo nombre verdadero era José Gabriel Condorcanqui (no confundirlo con uno de los incas de Vilcabamba, Túpac Amaru I), había encabezado una formidable rebelión indígena motivada por los abusos y el desgobierno de las autoridades españolas. Su rebelión, inicialmente de reclamación reformista, dio finalmente un giro separatista. Fue finalmente derrotado y el saldo final fue la muerte de más de 100,000 hombres andinos, llamados “indios” por los colonialistas españoles.